# لاري غيلبرت
لاري غيلبرت (بالإنجليزية: Larry Gilbert)‏ هو لاعب غولف أمريكي، ولد في 19 نوفمبر 1942 في فورت نوكس في الولايات المتحدة، وتوفي في 21 يناير 1998 في ليكسينغتون في الولايات المتحدة بسبب سرطان الرئة.

## وصلات خارجية
- لاري غيلبرت على موقع رابطة لاعبي الغولف المحترفين (الإنجليزية)